# Younès Khattabi
Pour les articles homonymes, voir Khattabi.

a Compétitions nationales et continentales officielles uniquement.

b Matchs officiels uniquement.
Younès Khattabi, né le 28 mars 1984 à Entraigues-sur-la-Sorgue, est un joueur de rugby à XIII franco-marocain. Il a pris part aux premières saisons des Dragons Catalans en Super League en 2006 avant de rejoindre le championnat de France en revêtant successivement les couleurs de Carpentras, Avignon et Carcassonne. Il a également porté les couleurs de deux sélections nationales, le Maroc et la France, disputant notamment avec cette dernière la Coupe du monde 2013.
Il a tenté durant une demi-saison de changer de code de rugby en rejoignant le rugby à XV et le club de Châteaurenard en Fédérale 1 avant de revenir au rugby à XIII.

## Palmarès
- 2007 : Finaliste de la Challenge Cup avec les Dragons Catalans.

## Détails

### En sélection

#### Coupe du monde
| Édition         | Rang               | Résultats France | Résultats Khattabi | Matchs Khattabi |
| --------------- | ------------------ | ---------------- | ------------------ | --------------- |
| Angleterre 2013 | Quart-de-finaliste | 1 v, 0 n, 3 d    | 0 v, 0 n, 1 d      | 1/4             |

Légende : v = victoire ; n = match nul ; d = défaite.